# Hajang-myeon
Hajang-myeon (koreanska: 하장면) är en socken i kommunen Samcheok i  provinsen Gangwon i den nordöstra delen av Sydkorea,  170 km öster om huvudstaden Seoul.